# Article 188 de la Constitution belge
L'article 182 de la Constitution de la Belgique fait partie du titre VII Dispositions générales. 
Il date du 7 février 1831 et était à l'origine — sous l'ancienne numérotation — l'article 138. Il n'a jamais été révisé.

## Texte
« À compter du jour où la Constitution sera exécutoire, toutes les lois, décrets, arrêtés, règlements et autres actes qui y sont contraires sont abrogés. »